# Phreatia bracteata
Phreatia bracteata är en orkidéart som beskrevs av Rudolf Schlechter. Phreatia bracteata ingår i släktet Phreatia och familjen orkidéer. Inga underarter finns listade i Catalogue of Life.